# Ирска поморска служба
Ирска поморска служба (енгл. Irish Naval Service, ир. an tSeirbhís Chabhlaigh) је поморски контингент Ирских одбрамбених снага као једна од три грана војске Републике Ирске. Штаб се налази у морнаричкој бази Холбоулајн у округу Корк.
Иако су и раније постојале поморске одбрамбене организације, Ирска поморска служба је основана 1. септембра 1946. Од 1970-их главна мисија поморских снага је контрола рибарства у ирској ексклузивној економској зони (ЕЕЗ). Друге мисије укључују и патролу и надзор територијалних мора, као и сузбијање и превенцију кријумчарења.
Често поморска служба учествује у операцијама са другим гранама одбрамбених снага Ирске, такође учествује у међународним операцијама при Уједињеним нацијама и другим хуманитарним операцијама.

## Бојни бродови
Тренутно, Ирска поморска служба располаже са 8 бојних бродова. Традиционално, бојни бродови носе женска имена из Келтске митологије, међутим, пловила класе Семјуел Бекет носе имена ирских књижевника.
Бродови Ирске поморске службе имају префикс LÉ (ир. Long Éireannach, значење: Ирски брод)
| Класа               | Слика            | Ев. број                                                                         | Име                                            | Улазак у службу | Тонажа     | Тип                             |
| ------------------- | ---------------- | -------------------------------------------------------------------------------- | ---------------------------------------------- | --------------- | ---------- | ------------------------------- |
| Класа Етна          | ЛЕ Етна          | P31                                                                              | LÉ Eithne/ЛЕ Етна                              | 1984            | 1,960 тона | Патролни брод-носач хеликоптера |
| Класа Пикок         | ЛЕ Кијара        | P41                                                                              | LÉ Orla/ЛЕ Орла                                | 1988            | 712 тона   | Обалски патролни брод           |
| Класа Пикок         | ЛЕ Кијара        | P42                                                                              | LÉ Ciara/ЛЕ Кијара                             | 1988            | 712 тона   | Обалски патролни брод           |
| Класа Рошин         | ЛЕ Ниоф          | P51                                                                              | LÉ Róisín/ЛЕ Рошин                             | 1999            | 1,500 тона | Велики патролни брод            |
| Класа Рошин         | ЛЕ Ниоф          | P52                                                                              | LÉ Niamh/ЛЕ Ниоф                               | 2001            | 1,500 тона | Велики патролни брод            |
| Класа Семјуел Бекет | ЛЕ Семјуел Бекет | P61                                                                              | LÉ Samuel Beckett/ЛЕ Семјуел Бекет             | 2014            | 2,256 тона | Пучински патролни брод          |
| Класа Семјуел Бекет | ЛЕ Семјуел Бекет | P62                                                                              | LÉ James Joyce/ЛЕ Џејмс Џојс                   | 2015            | 2,256 тона | Пучински патролни брод          |
| Класа Семјуел Бекет | ЛЕ Семјуел Бекет | P63                                                                              | LÉ William Butler Yeats/ЛЕ Вилијам Батлер Јитс | 2016            | 2,256 тона | Пучински патролни брод          |
| Класа Семјуел Бекет | ЛЕ Семјуел Бекет | Четврти брод је наручен и намењен је да замени ЛЕ Етна и биће испоручен до 2018. |                                                |                 |            |                                 |

## Људство и чинови
Од маја 2016. било је 1,094 пријављених војника у поморској служби са око 150 људи у резерви. Поморска служба је командована од стране главнокомандујућег официра који се такође и назива заставни командујући официр (енгл. Flag Officer Commanding the Naval Service) и држи чин комодора.
| Еквивалентни НАТО код | OF-8          | OF-7          | OF-6       | OF-5                 | OF-4      | OF-3                   | OF-2        | OF-1           | OF-1      | OF(D)        |
| --------------------- | ------------- | ------------- | ---------- | -------------------- | --------- | ---------------------- | ----------- | -------------- | --------- | ------------ |
| Република Ирска       |               |               |            |                      |           |                        |             |                |           |              |
| Ирски                 | Leas-Aimiréal | Seachaimiréal | Ceannasóir | Captaen              | Ceannasaí | Leifteanant-Cheannasaí | Leifteanant | Fo-Leifteanant | Meirgire  | Dalta        |
| Српски                | Вицеадмирал   | Контраадмирал | Комодор    | Капетан бојног брода | Командир  | Поручник-Командир      | Поручник    | Потпоручник    | Заставник | Официр кадет |

| Еквивалентни НАТО код | OR-9                | OR-9                | OR-9                | OR-9                |
| --------------------- | ------------------- | ------------------- | ------------------- | ------------------- |
| Република Ирска       | Извршни             | Администрација      | Инжињерија          | Везе                |
| Ирски                 | Oifigeach Barántais | Oifigeach Barántais | Oifigeach Barántais | Oifigeach Barántais |
| Српски                | Официр-специјалиста | Официр-специјалиста | Официр-специјалиста | Официр-специјалиста |

| Еквивалентни НАТО код | OR-8                           | OR-7                       | OR-6                      | OR-5           | OR-4                 | OR-3                | OR-2        | OR-1            |
| --------------------- | ------------------------------ | -------------------------- | ------------------------- | -------------- | -------------------- | ------------------- | ----------- | --------------- |
| Република Ирска       |                                |                            |                           |                |                      |                     |             | Нема чин        |
| Ирски                 | Ard-Mhion-Oifigeach Sinsearach | Ard-Mhion-Oifigeach        | Mion-Oifigeach Sinsearach | Mion-Oifigeach | Mairnéalach Ceannais | Mairnéalach Inniúil | Mairnéalach | Нема еквивалент |
| Српски                | Старији водник прве класе      | Старији водник друге класе | Старији водник            | Водник         | Десетар              | Разводник           | Морнар      | Регрут          |